# ピースメイカー (テレビドラマ)
『ピースメイカー』（Peacemaker）は、DCコミックスのキャラクター「ピースメイカー」をベースに、ジェームズ・ガンがストリーミングサービス「HBO Max」に向けて制作するアメリカのテレビシリーズである。2021年に公開された映画『ザ・スーサイド・スクワッド “極”悪党、集結』のスピンオフ作品で、DCエクステンデッド・ユニバース（DCEU）初のテレビシリーズとなる。本作は『“極”悪党、集結』の後を舞台に、どんな犠牲を払ってでも平和を実現することを信じるピースメイカーの起源を探る内容となっている。製作はトロール・コート・エンターテイメントとザ・サフラン・カンパニーがワーナー・ブラザース・テレビジョンと共同で行い、ガンがショーランナーを務める。
ジョン・シナが『ザ・スーサイド・スクワッド』から引き続きタイトルキャラクターとして主演し、スティーヴ・エイジー、ダニエル・ブルックス、ロバート・パトリック、ジェニファー・ホランド、フレディー・ストローマ、チャック・イウジら出演する。ガンは、新型コロナウイルスのパンデミック中に『ザ・スーサイド・スクワッド』の仕事を終えながら、シリーズ全8話を執筆し、HBO Maxが2020年9月に『ピースメイカー』を正式に発注する前に、この作品を制作した。撮影は、2021年1月から7月までカナダのバンクーバーで行われ、ガンはそのうちの5つのエピソードを監督した。2022年1月13日から段階的に配信が開始された。日本ではU-NEXTが2022年4月15日から独占配信すると発表した。
シーズン1はDCエクステンデッド・ユニバース、シーズン2からはDCユニバースのドラマとして配信。

## キャストとキャラクター

### 主要人物[注 1]
クリストファー・スミス / ピースメイカー
演 - ジョン・シナ、日本語吹替 - 大塚明夫
どんな犠牲を払っても平和を達成することを信じる容赦ない殺人者。ブラットスポートとの一騎討ちで敗れるも一命を取り留め、病院から退院後にアマンダ・ウォラーの指令で宇宙から来た侵略者である知的生命体バタフライについて調べることになるが物語が進むに連れ、彼の幼少期の悲劇や平和を望むようになった理由が明らかとなる。ショーランナーのジェームズ・ガンは、このキャラクターを「スーパーヒーロー/スーパーヴィラン/世界最大のクソ野郎」と表現した。「ワッシー」（英語では「Eagly」）という名の鷲を相棒にしている。上記に書かれてある通り、平和の為なら大人・子ども関係なく殺害すると発言しているが、自身の行動が正しいとは思っておらず、前作では苦楽を共にした仲間と対立した際には「頼む。撃たせないでくれ」と懇願したり、今作ではリック・フラッグを殺害した事を激しく後悔している。また白人至上主義の父親と違い、人種差別をする事はなく前作のチームメイトのブラッド・スポートとどっちの能力が優れているかと言い争いが多々あったものの、彼自身を差別する事は無く、チームリーダーと認めており、彼の作戦に文句を言いつつ従っていた。
レオタ・アデバヨ
演 - ダニエル・ブルックス、日本語吹替 - 斉藤貴美子
アマンダ・ウォラーの娘。クリストファー・スミス/ピースメイカーのチームの一人。ガンは彼女を、クリストファーとは異なる政治的見解を持ったシリーズの共同リーダーであると説明した。
エイドリアン・チェイス / ビジランテ
演 - フレディー・ストローマ、日本語吹替 - 前野智昭
指名手配中の犯罪取締人。厳めしいアーマーを着ているが本人はかなりノリの軽いサイコパスである。普段はレストランのウェイターをしており、クリストファーの友人であるガット・チェイスの弟。
クレムゾン・マーン
演 - チュクウディ・イウジ、日本語吹替 - 上田燿司
ピースメイカーのチームの司令塔。
エミリア・ハーコート
演 - ジェニファー・ホランド、日本語吹替 - 水樹奈々
アマンダ・ウォラーの側近であるNSAエージェント。クリストファーのチームの一人。
ジョン・エコノモス
演 - スティーヴ・エイジー、日本語吹替 - 遠藤純一
ベルレーブ刑務所の所長であり、アマンダ・ウォラーの側近。本作ではピースメイカーのチームを後方からサポートをする一人である。

### シーズン1
オーガスト・“オーギー”・スミス / ホワイトドラゴン
演 - ロバート・パトリック、日本語吹替 - ふくまつ進紗
クリストファーの父親。クリストファーとは確執があり、彼が帰省した際には半ば呆れた反応をし、事ある事に彼を責めている。多数の信者と共に行動する白人至上主義者であり、白いドラゴンのようなアーマースーツを身につける。
ジュードーマスター
演 - ヌット・リー、日本語吹替 - バトリ勝悟
バタフライに寄生された上院議員の警護を担当する青年。小柄だがその体から繰り出されるパンチやキックはピースメーカー達を圧倒する。お菓子が好きなのか度々チートスを摘んでいる。
ソフィ・ソン
演 - アニー・チャン、日本語吹替 - 米田えん
エバーグリーン警察署の刑事。ピースメイカーが引き起こしたトラブルを調査することになる。
ラリー・フィッツギボン
演 - ロックリン・マンロー、日本語吹替 -
エバーグリーン警察署の刑事。ソフィ刑事の相棒。
アマンダ・ウォラー
演 - ヴィオラ・デイヴィス、日本語吹替 - 上村典子
アメリカの議員。タスクフォースXの司令官である女性。
キャスパー・ロック
演 - クリストファー・ハイアーダール
エバーグリーン警察署に新任の警部としてやってきた男。実はマーンの内部協力者。
アーサー・カリー / アクアマン
演 - ジェイソン・モモア、日本語吹替 - 安元洋貴
バリー・アレン / フラッシュ
演 - エズラ・ミラー、日本語吹替 - 細谷佳正

### シーズン2
リック・フラッグSr.
演 - フランク・グリロ
シーズン2より登場。
リック・フラッグの父。息子を殺したピースメイカーに恨みを持っている。
サッシャ・ボルドー
演 - ソル・ロドリゲス
ラングストン・フルーリー
演 - ティム・メドウス
ARGUSのエージェント。
マクスウェル・ロード
演 - ショーン・ガン
Lord Technologiesの社長。
ホークガール
演 - イザベラ・メルセード
ガイ・ガードナー/グリーンランタン
演 - ネイサン・フィリオン
レッド・セイント・ワイルド
演 - マイケル・ルーカー
世界有数のイーグルハンター。
TBA
演 - デビッド・デンマン

## エピソード
| 通算 話数 | タイトル                      | 監督                     | 脚本             | 公開日        |
| --------- | ----------------------------- | ------------------------ | ---------------- | ------------- |
| 1         | "A Whole New Whirled"         | ジェームズ・ガン         | ジェームズ・ガン | 2022年1月13日 |
| 2         | "Best Friends Never"          | ジェームズ・ガン         | ジェームズ・ガン | 2022年1月13日 |
| 3         | "Better Goff Dead"            | ジェームズ・ガン         | ジェームズ・ガン | 2022年1月13日 |
| 4         | "The Choad Less Traveled"     | ジョディ・ヒル           | ジェームズ・ガン | 2022年1月20日 |
| 5         | "Monkey Dory"                 | ローズマリー・ロドリゲス | ジェームズ・ガン | 2022年1月27日 |
| 6         | "Murn After Reading"          | ジェームズ・ガン         | ジェームズ・ガン | 2022年2月3日  |
| 7         | "Stop Dragon My Heart Around" | ブラッド・アンダーソン   | ジェームズ・ガン | 2022年2月10日 |
| 8         | "It's Cow or Never"           | ジェームズ・ガン         | ジェームズ・ガン | 2022年2月17日 |

## 制作

### 開発
2020年8月、新型コロナウイルスのロックダウン中に『ザ・スーサイド・スクワッド “極”悪党、集結』（2021年）の作業を終えた脚本家兼監督のジェームズ・ガンは、映画の中でジョン・シナが演じたキャラクター、ピースメイカーの起源を中心としたスピンオフ・テレビ・シリーズの執筆を始めた。ガンはこれを「ほとんど遊びでやった」と語っているが、DCフィルムズから「『ザ・スーサイド・スクワッド』に登場するキャラクターでスピンオフシリーズを作りたいものがあるか」と尋ねられたことで、現実的な可能性が出てきた。DCフィルムズのウォルター・ハマダ社長は、同スタジオが今後公開される映画の製作者たちと協力して、それらの映画をベースに、ストリーミングサービス「HBO Max」向けに相互に関連したスピンオフテレビシリーズの制作を試みていると説明した。
HBO Maxは、9月に『ピースメイカー』のストレート・トゥ・シリーズを発注し、ガンは第1シーズンの全8話を執筆し、そのうち5話を監督した。また、ガンと『ザ・スーサイド・スクワッド』のプロデューサーであるピーター・サフランが製作総指揮に、シナが共同製作総指揮に設定された。本シリーズは、ガンのトロール・コート・エンターテインメントとザ・サフラン・カンパニーがワーナー・ブラザース・テレビジョンと共同で制作している。12月には、マット・ミラーが追加の製作総指揮として加わった。

### 撮影
ガンは、2020年11月初旬までにカナダに到着し、シリーズの制作を開始する前に2週間の検疫を受けた。撮影は2021年1月15日にカナダのバンクーバーで、『The Scriptures』というワーキングタイトルで始まり、マイケル・ボンビランが撮影監督を務めた。ガンがバンクーバーでの撮影を選んだのは、シリーズの舞台を太平洋岸北西部にしたかったことと、アメリカよりもカナダの方がパンデミックの管理が行き届いているため、制作がより安全になると考えたからである。ガンはシリーズのうち5つのエピソードを監督し、ジョディ・ヒル、ローズマリー・ロドリゲス、ブラッド・アンダーソンがそれぞれ1つのエピソードを監督した。第1シーズンの撮影期間は131日で、7月11日に終了した。

## 音楽
ガンは2021年6月に、クリント・マンセルとケヴィン・キナーがシリーズの音楽を作曲していることを明らかにした。 

## マーケティング
2021年10月に開催された仮想イベント「DCファンドーム」で、舞台裏の映像とともに、シリーズ初のティーザー予告編が公開された。

## 公開
『ピースメイカー』は、2022年1月13日から段階的に全8話がHBO Maxで公開された。日本ではU-NEXTが2022年4月15日から独占配信すると発表した。